# Ballum

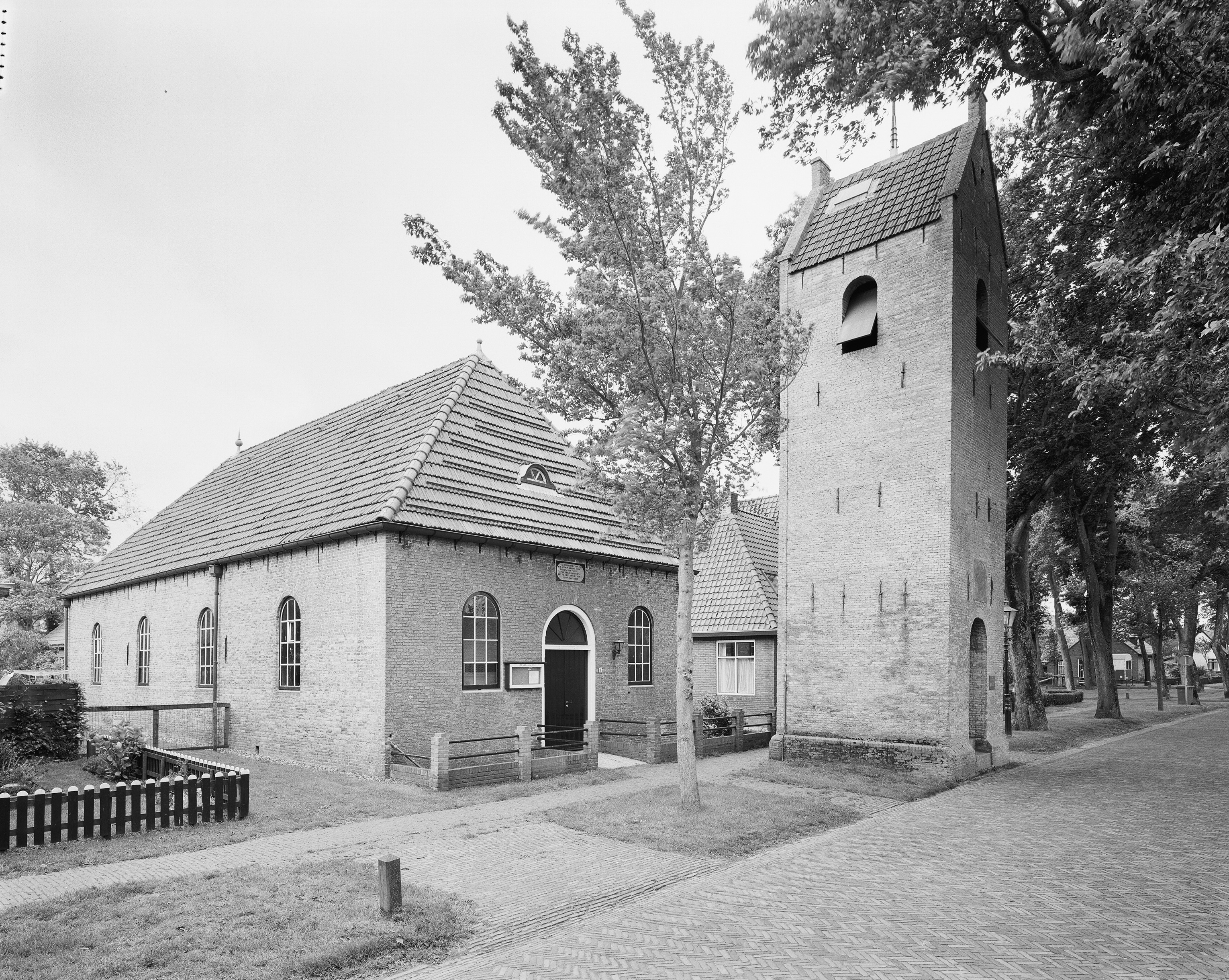
Hervormde kerk mit freistehendem Glockenturm in Ballum

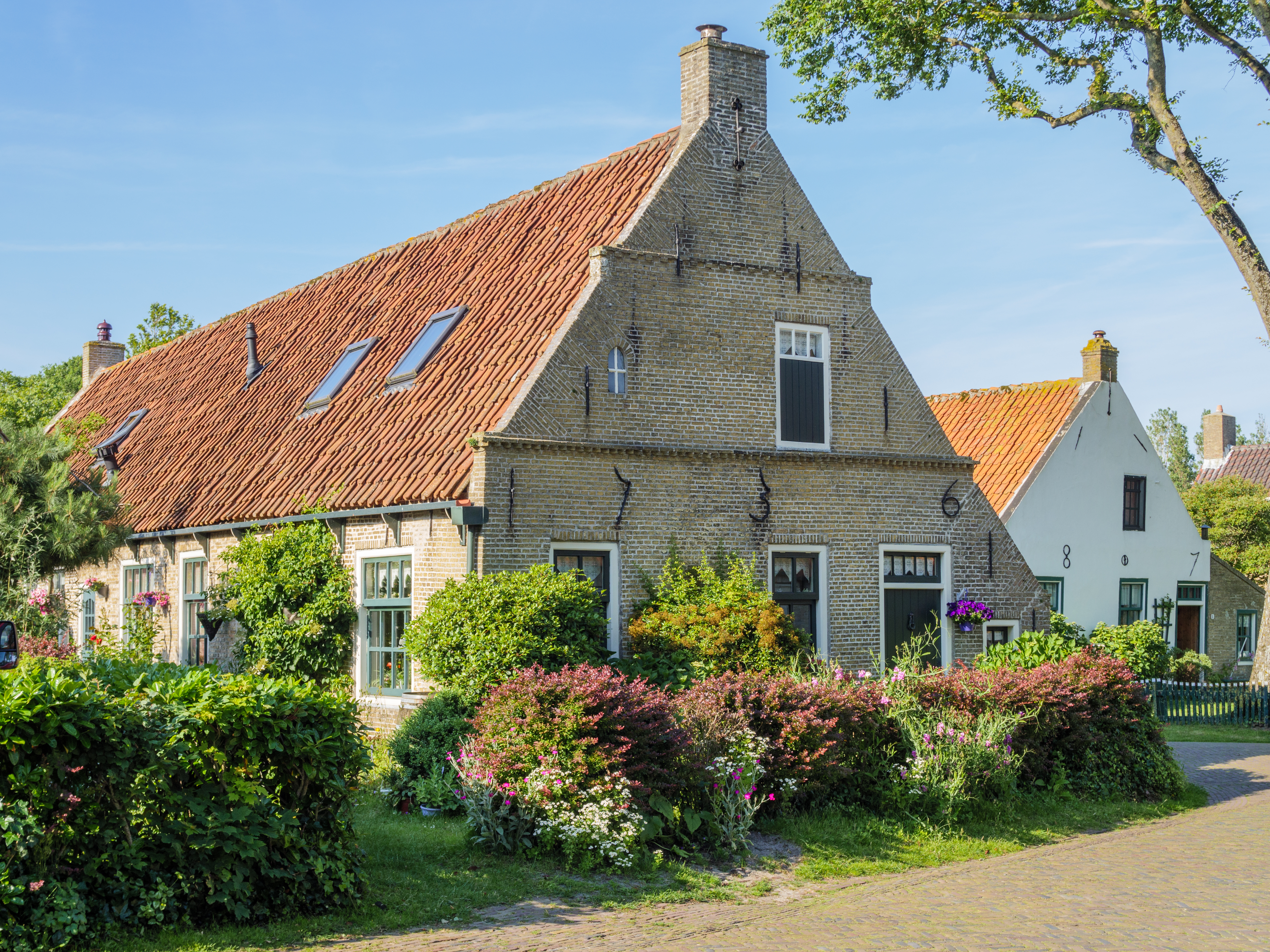
Rijksmonument Gerrit Kosterweg 10, Ballum

Ballum ist ein Dorf auf der westfriesischen Insel Ameland in den Niederlanden. Es ist mit 500 Einwohnern (Stand: 1. Januar 2024) das kleinste Dorf, aber traditionell der Hauptort der Inselgemeinde, da sich hier ab ca. 1400 der Sitz der jeweiligen Inselherren befand. Ein Teil des Dorfes steht unter beschermd dorpsgezicht, einer Art Denkmalschutz. Einige Ballumer Gebäude und kunsthandwerkliche Arbeiten sind im staatlichen rijksmonumentenregister eingetragen, darunter der Dorfturm und die Renaissance-Kanzel im Inneren der Hervormde Kerk. Im Vergleich zu den Nachbargemeinden Nes und Hollum ist Ballum eher wenig vom Tourismus geprägt.

## Sehenswürdigkeiten
Der Dorfturm ist der Nachfolgebau eines hölzernen Glockenstuhls, der 1755 abgebrochen wurde. Als Seezeichen war der Turm für die Schifffahrt von Bedeutung, mit den Glockenschlägen wurde die Zeit angegeben und die Dorfbewohner bei drohender Gefahr gewarnt. An dieser Stelle befanden sich vormals noch der Schandpfahl und die Geißelsäule, welche der Züchtigung verurteilter Straftäter dienten. Die Glocke, die sich heute im Dorfturm befindet, wurde erst nach dem Zweiten Weltkrieg installiert, da die ursprüngliche Glocke aus dem Jahr 1784 von den deutschen Besatzern beschlagnahmt worden war.
Die hinter dem Turm stehende Kirche wurde 1832 gebaut. Die Kanzel im Innern der Kirche war ursprünglich für die Grote Kerk in Harlingen angefertigt worden, wurde später aber an die Familie Cammingha verkauft und in deren Schlosskapelle aufgestellt.
In dem um ca. 1425 vom ersten Inselherren Ritske Jelmera gebauten Schloss wurde Gericht gehalten, die verhängten Strafen wurden auf dem Platz vor dem Glockenturm vollstreckt. 1829 wurde der Herrschaftssitz abgerissen; heute steht an seiner Stelle das Rathaus der Insel. Vom alten Schloss ist nichts mehr erhalten. Nur eine Grabplatte, die die Gruft der Camminghas verschließt, ist aus der Zeit der letzten Herrscherfamilie Amelands geblieben. Sie befindet sich im Leichenhaus des Friedhofs neben dem Rathaus.

## Umgebung
Westlich von Ballum liegt Ameland Airport Ballum, der 1957 eröffnete Flugplatz von Ameland. Zwischen Ballum und dem Nachbarort Hollum verläuft der Galgenslotpad, ein Wanderweg durch ein Wäldchen, in dem sich in alter Zeit die Hinrichtungsstätte Amelands befand.

### Ballumerbocht
Fährverbindungen mit dem Festland, die mit Segelbooten von ansässigen Familienunternehmen unterhalten wurden, gingen lange Zeit von der östlich gelegenen Ballumerbocht aus, bis Anfang des 20. Jahrhunderts ein regelmäßiger, motorisierter Fährverkehr vom neuen Anleger in Nes nach Holwert eingerichtet wurde. Die neue Konkurrenz und veränderte Strömungsverhältnisse im Wattenmeer vor der Insel trugen dazu bei, dass die Ballumer Verbindung bald darauf eingestellt wurde. Heute befindet sich in Ballumerbocht die Rettungsstation der Koninklijke Nederlandse Redding Maatschappij sowie der Museumshafen Zeemanshoop, in dem alte Rettungsboote der KNRM liegen.